# Milano-Vignola 1989
La Milano-Vignola 1989, trentasettesima edizione della corsa, si svolse il 29 aprile 1989 per un percorso totale di 216 km, con partenza da Rogoredo ed arrivo a Vignola. La vittoria fu appannaggio dell'italiano Adriano Baffi, il quale completò la gara in 4h59'01", alla media di 43,743 km/h, precedendo i connazionali Pierino Gavazzi e Silvio Martinello.

## Ordine d'arrivo (Top 10)
| Pos. | Corridore          | Squadra       | Tempo    |
| ---- | ------------------ | ------------- | -------- |
| 1    | Adriano Baffi      | Ariostea      | 4h59'01" |
| 2    | Pierino Gavazzi    | Polli         | s.t.     |
| 3    | Silvio Martinello  | Atala         | s.t.     |
| 4    | Paolo Rosola       | Gewiss        | s.t.     |
| 5    | Fabiano Fontanelli | Selca-Conti   | s.t.     |
| 6    | Flavio Chesini     | Titanbonifica | s.t.     |
| 7    | Mario Cipollini    | Del Tongo     | s.t.     |
| 8    | Giovanni Strazzer  | Malvor-Sidi   | s.t.     |
| 9    | Luciano Boffo      | Jolly Comp.   | s.t.     |
| 10   | Angelo Canzonieri  | Pepsi Cola    | s.t.     |